# Park Narodowy Outamba-Kilimi
Park Narodowy Outamba-Kilimi (ang. Outamba-Kilimi National Park) – park narodowy w północnym Sierra Leone, niedaleko granicy z Gwineą. Podzielony jest na dwie części – wschodnią o nazwie Outamba i zachodnią  Kilimi. Części te oddalone są od siebie o kilkanaście kilometrów i przedzielone drogą łączącą miasto Kamakwie z miastem Kwindia po gwinejskiej stronie granicy (przejście graniczne w Medina Oula). 
Część Outamba obejmuje 741 km² obszaru o zróżnicowanym krajobrazie – występują tu trawiaste równiny typu sawannowego, obszary zalewowe oraz wilgotny las równikowy. W niektórych częściach parku teren jest lekko pofałdowany, na całym obszarze przecina go kilka rzek. Część Kilimi obejmuje obszar 368 km² i jest znacznie mniej zróżnicowana.
Teren parku zamieszkują liczne gatunki zwierząt. Tylko tutaj (i na niewielkich obszarach Liberii i Wybrzeża Kości Słoniowej) żyją hipopotamy karłowate. Ponadto spotyka się tu szympansy, słonie, żyrafy, lwy oraz wiele różnorodnych gatunków ptaków.